# Districtul Fao Rai
Fao Rai (în thailandeză เฝ้าไร่) este un district (Amphoe) din provincia Nong Khai, Thailanda, cu o populație de 50.481 de locuitori și o suprafață de 255,9 km².

## Componență
Districtul este subdivizat în 5 subdistricte (tambon), care sunt subdivizate în 69 de sate (muban).
| Nr. | Nume       | În thailandeză | Sate | Locuitori |  |
| --- | ---------- | -------------- | ---- | --------- |  |
| 1.  | Fao Rai    | เฝ้าไร่          | 17   | 10,689    |  |
| 2.  | Na Di      | นาดี            | 7    | 3,884     |  |
| 3.  | Nong Luang | หนองหลวง       | 18   | 15,301    |  |
| 4.  | Wang Luang | วังหลวง         | 14   | 12,962    |  |
| 5.  | Udom Phon  | อุดมพร          | 13   | 7,645     |  |